# اندیس آنومالی جورنی
آنومالی جورنی یک اندیس فلزی است که در حوالی شهر سیلوانه استان آذربایجان غربی قرار دارد و مادهٔ معدنی موجود در آن، طلا است.سنگ میزبان این اندیس سنگ آهک است و دیرینگی آن به دوران الیگومیوسن می‌رسد. در این اندیس، پاراژنز‌های سرب، باریت، اپیدوت، آپاتیت، گارنت، ایلمنیت، پیروکسن، هماتیت، مگنتیت، لیمونیت یافت می‌شوند.